# Altoona (Kansas)
Altoona è un comune (city) degli Stati Uniti d'America della contea di Wilson nello Stato del Kansas. La popolazione era di 414 persone al censimento del 2010.

## Geografia fisica
Altoona è situata a 37°31′36″N 95°39′43″W (37.526796, -95.661903).
Secondo lo United States Census Bureau, ha un'area totale di 0.55 miglia quadrate (1.42 km²).

## Storia
Altoona in origine era nota come Geddesburg quando è stata fondata nel 1869. Essa è stata rinominata Altoona nel 1870, dalla città di Altoona in Pennsylvania. Il primo ufficio postale ad Altoona è stato creato nell'aprile 1870.
Altoona ha vissuto la sua espansione quando la ferrovia è stata costruita attraverso l'insediamento circa nel 1885.

## Società

### Evoluzione demografica
Secondo il censimento del 2010, c'erano 414 persone.

### Etnie e minoranze straniere
Secondo il censimento del 2010, la composizione etnica della città era formata dal 95,2% di bianchi, l'1,2% di nativi americani, e il 3,6% di due o più etnie. Ispanici o latinos di qualunque razza erano il 2,9% della popolazione.